# Polyipnus unispinus
Polyipnus unispinus és una espècie de peix pertanyent a la família dels esternoptíquids.

## Descripció
- Fa 3,5 cm de llargària màxima.[5][6]

## Hàbitat
És un peix marí i bentopelàgic que viu entre 50 i 500 m de fondària.

## Distribució geogràfica
Es troba al Pacífic occidental: Indonèsia, Nova Caledònia, Nova Zelanda, Papua Nova Guinea i Taiwan.

## Observacions
És inofensiu per als humans.